# Cymbospondylus
Cymbospondylus es un ictiosaurio que vivió en lo que hoy es Norteamérica y Europa a mediados del período Triásico.

## Descripción

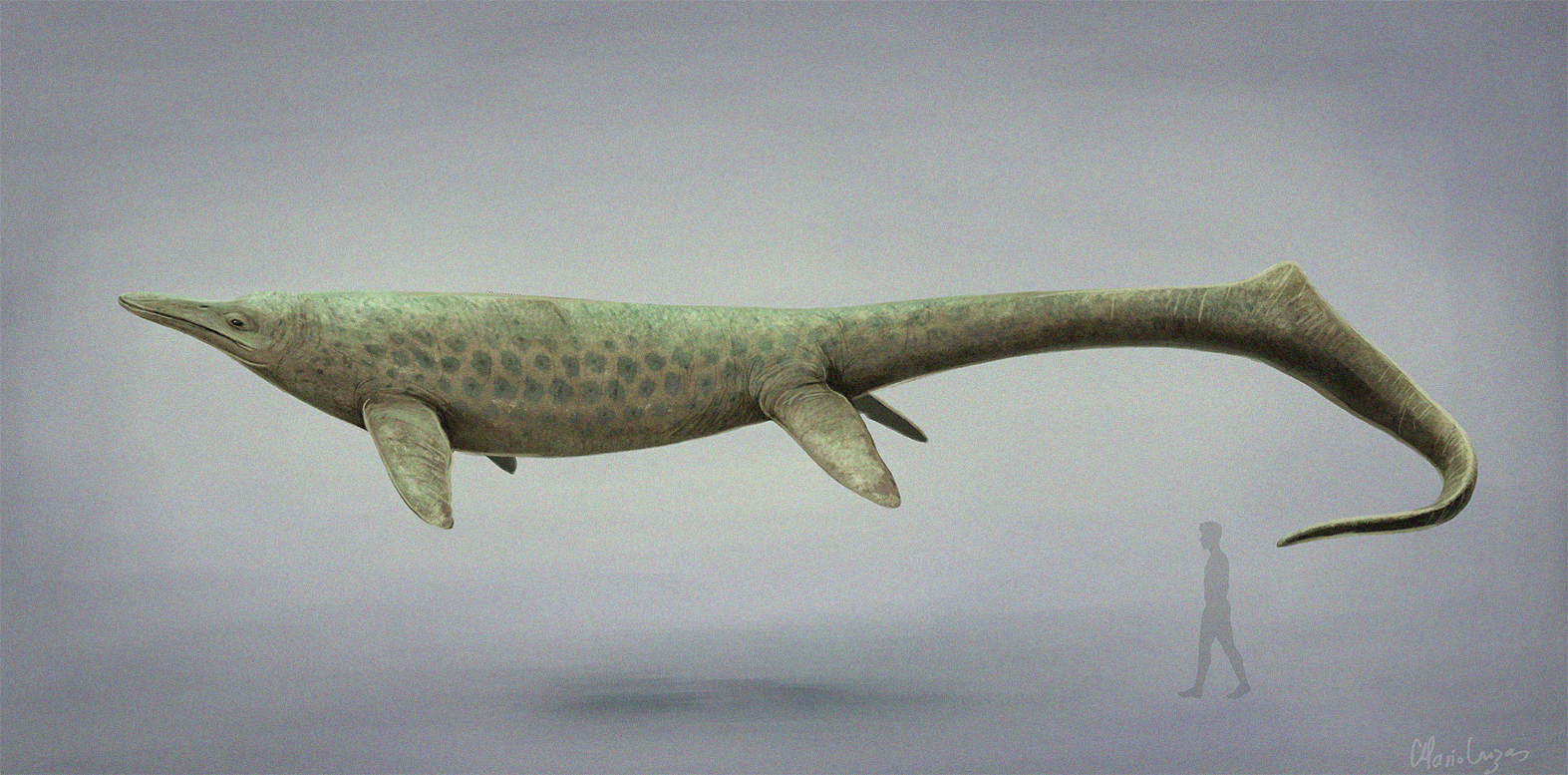
Cymbospondylus

Este reptil marino tenía 2 pares de aletas y una cola parecida a la de las anguilas y debido a ser uno de los primeros reptiles marinos ictiosauros, era el ictiosaurio menos parecido a los peces ya que este no poseía la aleta dorsal; con una longitud aproximada de 6 a 10 metros. Su cráneo era curvado y tenía dientes afilados para comer reptiles, anfibios primitivos y cefalópodos tales como el Ammonites. Sus fósiles han sido hallados en Nevada (EE. UU.) y Suiza de este espécimen descienden la mayoría de los ictiosauros más estilizados del Cretácico.

## Cultura Popular
Los Cymbospondylus, aparecen por primera vez, en el tercer episodio de la serie de televisión documental "Sea Monsters". Sea Monsters fue emitida en el 2003, producida por la BBC y emitida por primera vez en la televisión británica. En el, se muestra al Cymbospondylus como depredador alfa de su época y una de las primeras especies del orden Ichthyosauria.